# Magna Grècia

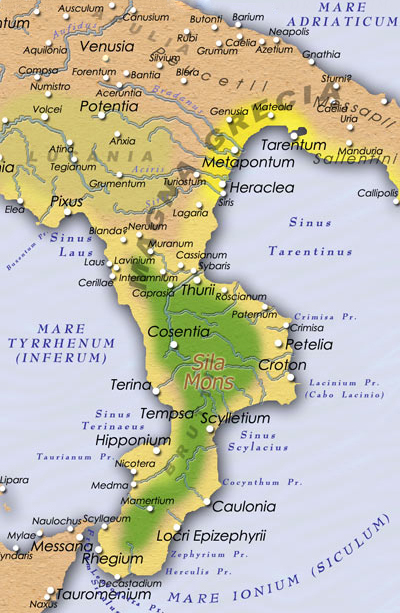
Magna Grècia

Magna Grècia (llatí: Magna Graecia; grec antic: Μεγάλη Ἑλλάς, Megálē Hellás) és el nom donat en l'antiguitat al territori ocupat pels colons grecs del sud de la península italiana i Sicília, on van fundar nombroses polis que van comerciar amb la seva metròpoli. Territori colonitzat pels grecs en el segle viii aC, els quals hi portarien la cultura hel·lènica. No va tenir mai unitat política. Originàriament, Magna Grècia va ser el nom usat pels romans per descriure l'àrea al voltant de l'antiga colònia grega de Grea (Γραία), de manera que l'àrea sencera de colonització grega a la península italiana i Sicília va ser coneguda per aquest nom. De fet, els noms «Grècia» i «grecs» en català i molts altres idiomes venen del terme llatí.

## La cultura grega a Itàlia

Procedència ètnico-lingüística dels grecs de Magna Grècia.
grecs del nord-oest
aqueus
doris
jonis

Durant els segles viii i vii aC, motivats per les situacions inestables de llur llar, diversos grups de colons grecs es van establir a diverses i llunyanes regions des de la costa oriental del mar Negre cap a Massàlia (Marsella). Els assentaments més importants serien els de Sicília i la porció sud de la península italiana. Els romans anomenaren aquesta àrea la Magna Graecia, en referència a la colònia de Grea (Γραία). El terme català de Grècia, així com en altres llengües, provenen d'aquesta designació llatina, mentre que els pròpiament grecs (residents a Atenes, Esparta, etc) anomenaven a aquests colons italiotes. Els geògrafs difereixen en les seves opinions sobre l'extensió d'aquest territori per incloure-hi l'illa de Sicília o només Pulla i Calàbria.
Amb la colonització, la cultura grega es va exportar a la resta de la península Itàlica, amb els dialectes de la llengua grega antiga, els ritus religiosos, llurs tradicions de l'estructura de les ciutats estat (polis); però, aviat desenvoluparien una cultura hel·lènica original, interaccionant amb les civilitzacions itàliques nadiues. El trasplantament més important seria la varietat de l'alfabet grec, la qual seria adoptada primerament pels etruscs i que es desenvoluparia, convertint-se en l'alfabet llatí, un dels més utilitzats al món. Moltes de les ciutats gregues esdevindrien riques i poderoses, com ara Càpua, Neàpolis (Nàpols), Siracusa, Acragant i Síbaris.

## L'herència grega

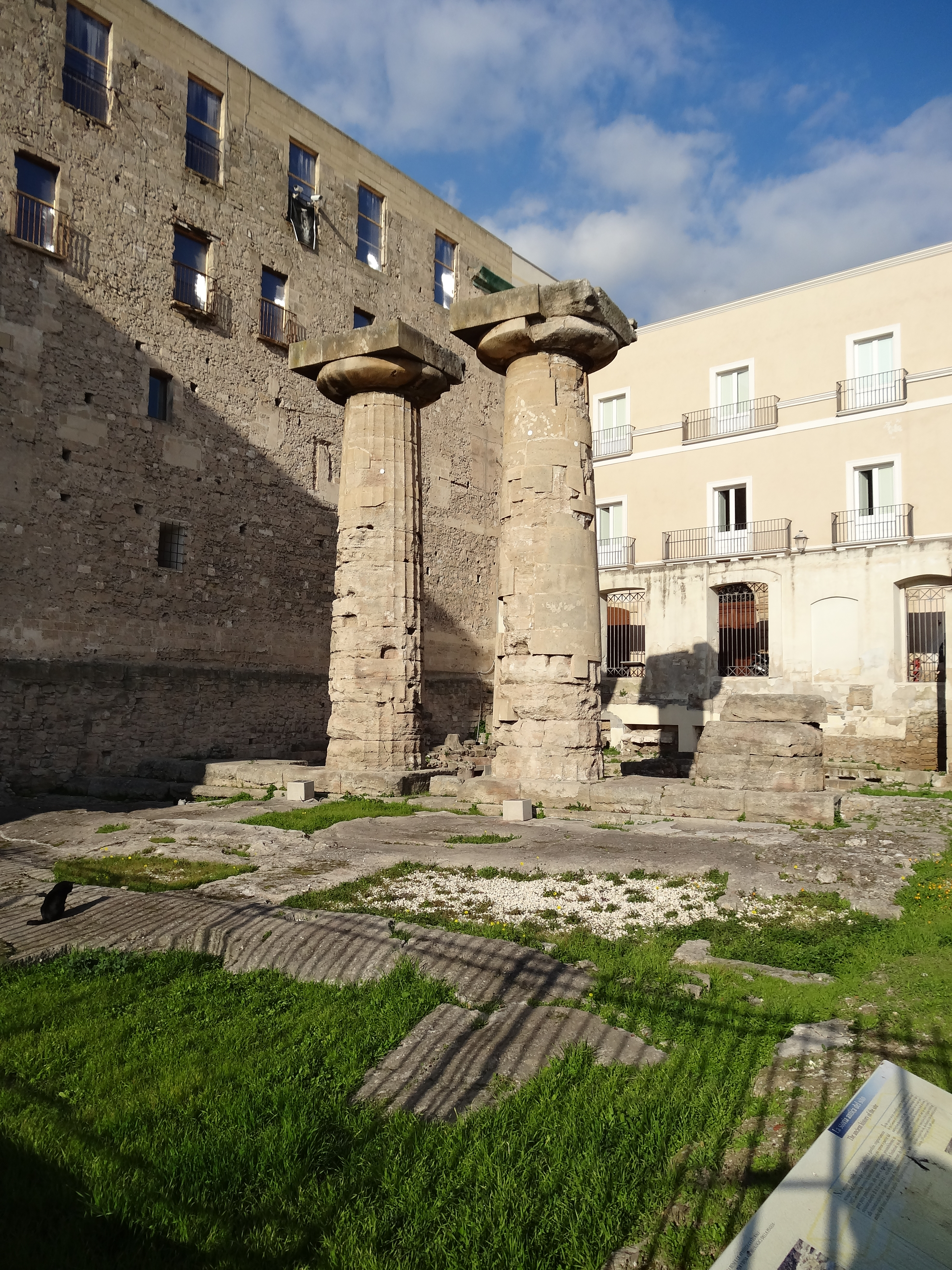
Columnes dòriques a Tarant.

La Magna Grècia va ser absorbida per la República Romana després de les guerres pírriques. La regió seria després considerada part de la província d'Itàlia durant l'Imperi Romà. Durant l'edat mitjana, després de la Guerra Gòtica, noves onades d'immigrants grecs romans d'Orient, de Grècia i de l'Àsia Menor s'hi van establir, atès que la regió era governada nominalment per l'Imperi Romà d'Orient fins a l'arribada dels longobards i dels normands. Sense cap dubte, els romans d'Orient van trobar a la regió del sud d'Itàlia, la Magna Grècia, una arrel cultural comuna, els parlants del grec eredi ellenofoni.
Tot i que la majoria dels habitants grecs de la regió es van italianitzar i avui dia ja no parlen el grec, encara n'hi ha una minoria que parla el griko salentino, a Calàbria i Salento. Aquesta llengua és una combinació del dialecte grec dòric antic, del grec medieval i d'elements italians o dels dialectes del sud, amb una rica tradició oral i folklòrica. Els registres històrics inidiquen que la Magna Grècia era predominantment de parla grega fins i tot durant el segle xii.

## Història

### Les primeres colònies
La primera colònia grega a Itàlia fou Cumes que la tradició diu fundada el 1050 aC. La colònia va restar aïllada dels establiments grecs posteriors i va tenir les seves pròpies dependències: Dicaearchia i Neapolis.
La resta de les ciutats de la Magna Grècia foren posteriors als primers establiments sicilians. Les ciutats sicilianes es van fundar vers el 735-685 aC, però de les de la Magna Grècia no hi ha dades segures sobre la seva fundació.
La més antiga sembla la colònia aquea de Síbaris la fundació de la qual se situa vers el 720 aC. Va seguir Crotona vers el 710 aC i després Tarant, colònia espartana, vers el 708 aC. Els tarentins van fundar, a petició dels sibarites, la colònia de Metapont entre el 700 i el 680 aC, i aviat va esdevenir una de les principals ciutats. La colònia de Siris, fundada al segle vii aC, va rivalitzar amb Síbaris. Més al sud, els locris van fundar Locres Epizefiris, la fundació de la qual Estrabó la situa al tomb del 710 aC, però probablement es va fundar vers el 680 aC o una mica després. Els calcídids van fundar Zancle a Sicília, suposadament també vers el 720 aC o abans. Règion es va fundar també a la primera part del segle VII aC. Únicament Vèlia, que no fou fundada fins al 540 aC, és bastant posterior.
Posidònia, Laüs i Escidros foren colònies de Síbaris. Crotona va fundar Terina a l'oest de la península del Bruci i Caulònia a l'est. Locres va fundar les colònies d'Hipònion i Medma. Altres ciutats foren localitats preexistents dels enotris, que es van hel·lenitzar, com per exemple Pandòsia, Petèlia i Temesa i probablement Escil·lècion, que és considerada tradicionalment colònia atenesa.
Les colònies van prosperar ràpidament. Les primeres: Síbaris, Crotona i Metapontum, foren les més riques. Síbaris tenia una riquesa proverbial i ser sibarita era sinònim de voler un luxe refinat. Als seus dies de grandesa Síbaris dominava sobre 25 ciutats, i 4 tribus dels oenotris. Aquest poble es va barrejar amb els colons i la seva gent va obtenir el dret de ciutadania.
De la política interna se'n coneix molt poc. Es va formar una lliga de ciutats aquees (Crotona, Síbaris, i Metapontum) que feia les seves reunions al temple de Zeus Homórius, dirigida principalment contra Siris, ciutat que probablement fou destruïda per la lliga, però la data dels fets és desconeguda. La batalla de Sagras en què 120.000 crotonians foren derrotats per deu o quinze mil locris, va afectar la prosperitat de Crotona, que no es va refer en bastant temps.

### Època de Pitàgores
L'arribada de Pitàgores a Crotona va marcar un canvi essencial. La seva escola va estendre la seva influència per les ciutats de la Magna Grècia. A Crotona els seus partidaris van assolir el poder, del qual foren expulsats per una revolució violenta. També es produïren revoltes violentes a altres ciutats. Tots aquests disturbis van afectar seriosament la prosperitat de les ciutats.
La destrucció de Síbaris el 510 aC cal connectar-la amb aquestes revolucions polítiques poc conegudes. Crotona amb cent mil homes va derrotar els sibarites que en tenien el triple al riu Traeis i la ciutat fou destruïda. Molts es van refugiar a les ciutats de Laüs i Skidros i altres van fundar una nova ciutat a la riba del Traeis.
La ciutat de Règion va emergir com una de les principals. El seu tirà Anaxilau (496-476 aC) va unir sota el seu govern a Messana a l'altre costat de l'estret. El seu successor Mícit va fundar la colònia de Pixunt, a la costa de la mar Tirrena, el 471 aC, que fou el darrer establiment grec a la zona.
El 473 aC Tarant va patir una greu derrota davant els iapigis. Els auxiliars de Règion enviats en suport de Tarant, foren també aniquilats a la batalla.
Entre les guerres mèdiques i la guerra del Peloponès es van establir les colònies de Túrios (443 aC) i Heraclea en part com a renovació d'anteriors establiments: la primera fou fundada per atenencs amb les restes dels sibarites, i prop de l'antiga ciutat de Síbaris; aviat va esdevenir prospera i es va enfrontar amb Tarant per la possessió del territori de Siris, colònia destruïda molt abans; finalment es va arribar al compromís de fundar una colònia conjunta al lloc de l'antiga Siris, que es va dir Heraclea (432 aC) però de fet fou considerada colònia de Tarant.

### Neutralitat
A la guerra del Peloponnès van romandre fora de la guerra. Durant l'expedició atenenca a Sicília (415-413 aC) les ciutats d'Itàlia van romandre en general neutrals i van rebutjar la presència de les naus atenenques. Una mica després de començar, però, Turis i Metapont es van aliar a Atenes.
El següent perill va venir de Dionís el vell, tirà de Siracusa, que després de dominar Sicília, volia expandir-se cap Itàlia. Règion va mantenir estretes relacions amb les ciutats de Sicília i quan les ciutats calcídides de l'illa (Naxos, Catana, i Leontins) foren atacades, Règion va acudir en la seva ajuda. Locres en canvi fou aliada de Siracusa. Conseqüentment Locres i Règion es van enfrontar.

### La lliga de la Magna Grècia
Les ciutats gregues van formar una lliga el 393 aC per protegir-se contra Dionís i contra els lucans del nord, però les forces confederades foren derrotades pel siracusà al riu Heloros prop de Caulònia (389 aC) i la ciutat de Caulònia fou ocupada, i després Hipònion, que foren cedides a Locres. Règion fou assetjada i es va haver de rendir (387 aC).

### Els lucans i els brucis
En aquest segle van començar els atacs a les colònies, sobretot a les del nord, dels lucans. La primera que fou ocupada fou Posidònia, la més al nord, en una data incerta. Després van atacar les ciutats del golf de Tàrent i la ciutat de Turis. El 390 aC la lliga de ciutats fou derrotada pels lucans prop de Laüs i aquesta ciutat fou ocupada; els lucans van entrar a la península del Bruci.
Mentre va governar Dionís el vell, els lucans eren considerats els seus aliats però amb el seu fill Dionís el jove el perill que representaven els lucans era massa gran i es va aliar a les ciutats en contra d'ells. A la meitat del segle els esclaus lucans i el poble nadiu del Bruci, aliats, es van revoltar i van formar la nació dels brucis, però si bé això va allunar el perill lucà va acostar el perill bruci, que no van tardar a conquerir Terina i Hipònion. Règion i Locres van haver de passar sota dependència de Dionís davant el perill i Crotona va poder poc menys que defensar-se a ella mateixa.
Els lucans van tornar contra les ciutats del golf de Tàrent. Els atacs més forts els va patir Turis, però al final Tarant fou l'objectiu principal. Tarant havia estat la ciutat menys afectada per lluites i per atacs i ara emergia com la principal ciutat del sud d'Itàlia.
Tarant va demanar ajut a Esparta i el rei Arquidam va anar a la zona amb una força considerable i va fer la guerra uns anys però finalment fou derrotat a una batalla prop de Mandúria el 338 aC.
Poc després va arribar a la zona el rei Alexandre I de l'Epir, amb el mateix objectiu. L'epirota va aconseguir bastants triomfs, però es va implicar amb la política interior de les ciutats i va conquerir Heraclea al mateix temps que derrotava als lucans i brucis (ara aliats) en diverses batalles, reconquerint Terina, Consèntia, i altres, i entrant al Bruci on va ser assassinat per un lucà exiliat que servia al seu exèrcit.
Tarant va seguir la guerra com va poder i el 303 aC va tornar a demanar ajut a Esparta. Cleònim, oncle del rei d'Esparta, va anar a Tarant amb una força mercenària i va obligar els lucans i messapis a demanar la pau. Metapontum, enfrontada amb Cleònim, fou conquerida per aquest. La seva rapacitat i la inclinació al luxe el van enemistar amb el poble i va haver de sortir d'Itàlia.
Agàtocles de Siracusa va lluitar al Bruci; hi ha poca informació sobre aquestes campanyes però se sap que va conquerir Hipònion i Crotona, ciutat on va establir una guarnició; sembla que les seves accions foren més contra les ciutats gregues que contra els brucis o lucans i de fet es va aliar a iapigis i peuquetis suposadament contra Tarant. La seva mort el 289 aC va aturar aquesta política.
Turis, assetjada pels lucans, va fer aliança amb Roma, que va fer aixecar el setge i va derrotar els assetjants (282 aC). Tarant, considerant el perill de domini romà, va demanar l'assistència del rei de l'Epir Pirros que va venir a la península Itàlica el 281 aC i s'hi va estar més de sis anys. A més a més va formar aliança amb samnites i lucans per prevenir el domini romà. Quan Pirros va arribar totes les ciutats li van donar suport però també les nacions contra les quals normalment hauria hagut de lluitar. La seva campanya contra Roma, un èxit militar, al final no va tenir cap conseqüència en no poder donar el cop definitiu per haver pagat massa cara la victòria. El 278 aC va anar a Sicília on les ciutats també es van declarar al seu favor però sense treure'n res útil. Quan va sortir el 274 aC les ciutats van quedar exposades als romans. Els cònsols romans van ocupar Locres, Crotona, i finalment, el 272 aC, Tarant. Règion també fou ocupada.
En general les ciutats van entrar en un estat de decadència ràpida, si bé alguna, com Heraclea, que va fer un tractat d'aliança amb Roma molt favorable, van mantenir la prosperitat.
La Segona Guerra Púnica fou l'ocasió esperada pels grecs per recuperar la llibertat. Després de la batalla de Cannes el 216 aC totes les ciutats gregues d'Itàlia es van declarar a favor d'Anníbal. Algunes van expulsar a les guarnicions romanes. Tarant va deixar entrar als cartaginesos però els romans es van poder mantenir bloquejats a la ciutadella i van rebre subministraments per mar; encara hi romanien quan Fabius va entrar a la ciutat el 209 aC.
Tarant i altres ciutats foren tractades com a ciutats conquerides, saquejades sense pietat i els habitants van ser massacrats o venuts com a esclaus. Metapont ja havia estat evacuada pels seus ciutadans que així es van salvar. Terina fou destruïda pels mateixos cartaginesos. Locres i Crotona foren conquerides i reconquerides diverses vegades i van acabar en molt mal estat. Règion va romandre lleial a Roma tota la guerra i fou de les poques que es va lliurar de la destrucció i la confiscació de terres.
La condició de les ciutats sota domini romà és poc coneguda, però no hi ha dubte que durant anys van patir força. Colònies romanes com Posidònia que va esdevenir Paestum (273 aC) i Brundusium ja s'havien fundat abans (244 aC) i després de la guerra foren seguides per altres. La majoria de les colònies romanes de la zona són immediatament posteriors a la Segona Guerra Púnica, destacant Buxentum a Lucània i Tempsa al Bruci (abans del 194 aC) Crotona (194 aC), Turis (193 aC) Hipònion esdevinguda Vibo Valentia (192 aC), i més tard es van fundar colònies a Escil·lècion (Colonia Minervia) i Tarent (Neptunia).
La malària, la crisi econòmica i altres factors van arruïnar les ciutats. Estrabó diu que en el seu temps només Règium, Tarent i Neàpolis conservaven restes de la seva antiga civilització grega. Altres ciutats havien desaparegut o eren petites ciutats o llogarets.

## Geografia
Avui dia, a les regions italianes de Calàbria i Pulla, una petita minoria de prop de 30.000 persones parlen una llengua anomenada griko que probablement deriva del grec antic.
A continuació la ubicació de les principals ciutats-colònies hel·lèniques en la Magna Grècia (primer el seu nom original grec després el seu nom oficial actual en italià).
| Sicília - Naxos-Giardini-Naxos - Zancle-Messina - Siracusa - Acragant-Agrigent - Gela - Catana-Catània - Leontins-Leontino - Mègara Hiblea - Camarina - Milas-Milazzo - Acres–Palazzolo Acreide - Himera–Hímera - Kasmene-Casmena - Heraclea Minoa - Lípara-Lipari | Campània - Pitecussa-Ischia - Cumes-Cume - Neàpolis–Nàpols - Posidònia-Paestum - Èlea-Novi Velia - Pixunt-Policastro Bussentino Basilicata - Metapont-Metaponto - Siris-Nova Siri - Heraclea-Policoro - Pistecos-Pisticci - Troila i Obelamon-Ferrandina Pulla - Tarant–Tàrent - Cal·lípolis–Gallipoli | Calàbria - Règion-Reggio di Calabria - Locres Epizefiris - Crotona - Caulònia - Síbaris - Crimisa-Cirò - Hipònion-Vibo Valentia - Metaure-Gioia Tauro - Medma-Rosarno - Laüs-Marcellina - Temesa - Terina-Sant'Eufemia-Nocera Terinese - Escil·lècion-Squillace Altres regions - Ancona |